# Ле Фарине (Витербо)
Ле Фарине је насеље у Италији у округу Витербо, региону Лацио.
Према процени из 2011. у насељу је живело 48 становника. Насеље се налази на надморској висини од 315 м.